# 알렌 할릴로비치
알렌 할릴로비치(크로아티아어: Alen Halilović, 1996년 6월 18일 ~ )는 크로아티아의 축구 선수로, 현재 에레디비시의 포르튀나 시타르트에서 뛰고 있다. 포지션은 공격형 미드필더이다.